# Herbert Ernst (Kameramann)
Herbert Walter Ernst (* 2. Mai 1939 in Berlin; † 14. November 2019) war ein deutscher Kameramann und Filmemacher. Bekannt wurde Ernst durch seine 1962 an der Berliner Mauer gedrehte Filmaufnahme vom Abtransport des sterbenden DDR-Flüchtlings Peter Fechter durch Soldaten der NVA.

## Leben
Herbert Ernst wurde am 2. Mai 1939 in Berlin geboren. Bei Kriegsende 1945 kehrte die Familie auf der Flucht vor der heranrückenden Roten Armee aus Schlesien nach Berlin zurück. Ernst schloss die Schule mit der mittleren Reife ab und begann anschließend eine Ausbildung als Foto-Assistent. Danach arbeitete er drei Jahre als Kamera-Assistent.
Ab 1961 drehte er als freiberuflicher Journalist Filme für die Nachrichtenagentur German Television News (GTN) und andere nationale und internationale Agenturen.
Am 17. August 1962 konnte Herbert Ernst als zufällig anwesender Kameramann mit seiner 16-Millimeter-Arriflex-Kamera von einem Podest im Bereich des Checkpoint Charlie an der Berliner Mauer den Abtransport des angeschossenen und schwer verletzten achtzehnjährigen DDR-Flüchtlings Peter Fechter filmisch dokumentieren. Die Filmsequenz wurde von zahlreichen in- und ausländischen TV-Anstalten ausgestrahlt. Obwohl nur knapp eine Minute lang, gilt sie als ein eindringliches Filmdokument des Kalten Krieges und gehört mittlerweile zum UNESCO-Weltdokumentenerbe. Die Sequenz vom gescheiterten Fluchtversuch Peter Fechters wurde in unzählige Dokumentationen und historische Rückblicke aufgenommen und gesendet.
Ernst war seit dem Mauerbau mit der filmischen Dokumentation des Geschehens an der Berliner Mauer befasst. Es entstand eine Reihe von Dokumentarfilmen auf 16 und 35 mm, die die Folgen der Ereignisse des 13. August für die geteilte Stadt zeigten.
Als nach einigen Jahren in der Presse sowie in der Bevölkerung eine gewisse Ernüchterung über die Teilung der Stadt eintrat, wandte sich Ernst zwischen 1965 und 1970 neuen Themen zu und drehte und produzierte mehrere kurze, humorvolle Spielfilme über gesellschaftliche Aspekte der sogenannten Frontstadt Berlin und blendete dabei die Mauer vollständig aus. So entstand 1968 beispielsweise der Film Die Klamotte – Ein Autodrama in 6 Gängen, in der der Berliner Karikaturist Aribert Neßlinger die Hauptrolle spielte.
Anfang der 1970er-Jahre orientierte sich Ernst erneut um. Er gründete in Berlin den ersten Flohmarkt und eröffnete ein Restaurant.

## Veröffentlichungen
- Ein Leben in Berlin, 278 Seiten, PrivatEdition 2014